# Университет Гульельмо Маркони
Университет Гулье́льмо Марко́ни (итал. Università degli Studi Guglielmo Marconi) — негосударственный университет, расположенный в Риме, Италия.

## История
Университет был основан в 2004 году.

## Структура
- Факультет экономики
- Юридический факультет
- Филологический факультет
- Педагогический факультет
- Факультет политических наук
- Факультет прикладных наук и технологий